# Psilotrichum
Psilotrichum é um género botânico pertencente à família Amaranthaceae.

## Espécies
- Psilotrichum africanum
- Psilotrichum africanum var. debilis
- Psilotrichum axillare
- Psilotrichum axilliflorum
- Psilotrichum boivinianum
- Psilotrichum cyathuloides
- Psilotrichum elliottii
- Psilotrichum erythrostachyum
- Psilotrichum fallax
- Psilotrichum ferrugineum
- Psilotrichum ferrugineum var. ferrugineum
- Psilotrichum ferrugineum var. hainanense
- Psilotrichum ferrugineum var. ximengense
- Psilotrichum gnaphalobryum
- Psilotrichum laxiflorum
- Psilotrichum madagascariense
- Psilotrichum majus
- Psilotrichum pedunculosum
- Psilotrichum schimperi
- Psilotrichum scleranthum
- Psilotrichum sericeum
- Psilotrichum tomentosum
- Psilotrichum trichotomum
- Psilotrichum vollesenii
- Psilotrichum yunnanense